# Рене Райхманн
Рене Райхманн (до шлюбу Гештетнер; 27 жовтня 1898, Хуст, Королівство Угорщина — 13 лютого 1990, Торонто, Канада) — представниця родини Райхманн, відома своєю участю в допомозі євреям, що постраждали від Голокосту під час Другої світової війни.

## Життєпис
Рене Гештетнер народилася 27 жовтня 1898 року в місті Хуст комітату Мараморош Королівства Угорщина в складі Австро-Угорщини (нині Закарпатська область, Україна). Дочка Авраама (Адольфа) Гештетнера та Рози (Рохель) Гештетнер. Була однією з дванадцяти дітей у сім'ї. Її двоюрідним братом був винахідник Давид Гештетнер.
1921 року одружилася із Самуелем Райхманом (нар. 2 лютого 1898 — пом. 16 травня 1975) — заможним торговцем яйцями в місті Белед.
Подружжя покинуло Угорщину в 1928 році й оселилося у Відні. Там Самуель став продавцем свіжих яєць. Після аншлюсу Австрії 1938 року подружжя переселилося до Парижа. Згодом, проїхавши через Іспанію, Райхмани потрапили до Марокко, де знайшли притулок у місті Танжер. Там Самуель став заробляти на життя, торгуючи валютою.
У Танжері подружжя проживало на вулиці Мольєра, 23. У цей час Рене бере активну участь у порятунку євреїв від дій нацистів, під контролем яких тоді перебувала Марокко як колонія окупованої ними Франції.
У 1950-х роках Райхмани поселилися в місті Торонто в Канаді. Там Рене померла 13 лютого 1990 року.

## Родина
У Рене та Самуеля Райхманів народилося шестеро дітей:
- Єва Майді Геллер (1923—1984);
- Льюїс (нар. 1927);
- Едвард (1928—2005);
- Альберт (1929—2022);
- Пол (1930—2013);
- Ральф (нар. 1933).